# Juan de Segovia
Pour les articles homonymes, voir Segovia (homonymie).
Juan de Segovia (en français Jean de Ségovie, en latin Joannes de Segobia) (né vers 1395 à Ségovie en Espagne, et mort le 24 mai 1458 à Aiton) est un pseudo-cardinal et un théologien espagnol du XVe siècle.

## Biographie
Juan de Segovia naît probablement vers 1395 à Ségovie en Espagne.
Il étudie à l'université de Salamanque. Il devient professeur de théologie à l'université de Salamanque et archidiacre de Villaviciosa. De Segovia entre la cour du roi Jean II de Castille et est nommé chanoine à Tolède. Il participe au concile de Bâle, en 1432, député du roi d'Aragon, où il est notamment défendeur de le doctrine de la conception immaculée. Il est chargé d'étudier le dossier de la communio sub utroque specie et de négocier avec les hussites à ce sujet.
Jean de Ségovie va jouer un rôle important dans le processus contre Eugène IV et est un grand supporteur du conciliarisme. Après la déposition du pape Eugène IV, il joue un rôle prépondérant dans l'élection de l'antipape. Jean de Ségovie reçoit la plupart des votes après le futur antipape Félix V au premier scrutin.
Il est nommé ambassadeur du concile à la majorité des diètes impériales pour chercher un accord antre l'empereur, les princes allemandes et le pape : Nuremberg, Mayence et  Francfort. Il est représentant du concile au parlement de Bourges et à la convention of Genève.
L'antipape Félix V le crée cardinal lors du consistoire du 2 octobre 1440. Le cardinal de Ségovie est chargé des finances du concile. En 1444, il se soumet au pape Eugène IV, qui ne reconnaît pas son cardinalat.
De Segovia est élu évêque de Saint-Paul-Trois-Châteaux en 1449, mais l'élection est révoquée. Il est choisi par le Pape Nicolas V, après une certaine hésitation dans le choix d'un successeur au cardinal de Varembon, pour devenir évêque de Maurienne le 3 des calendes d'octobre 1451. Il est désigné, selon la tradition, par le nom de Jean III. L'année suivante, il n'est plus qu'administrateur du diocèse et il se retire très probablement à Aiton, où un palais épiscopal avait été installé sur l'ancien prieuré Saint-Augustin (aujourd'hui le fort d'Aiton).
En 1453, il est nommé archevêque titulaire de Césarée-en-Palestine et il prend sa retraite au prieuré d'Aiton.
Il est l'auteur d'une histoire du concile de Bâle, l'Historia gestorum generalis synodi Basiliensis universalem Ecclesiam repraesentantis, du Liber de substantia ecclesiae et de De gladio divini spiritus mittendo in corda Saracenorum. Jean est un avocat du dialogue pacifique avec le monde islamique et s'occupe aussi de la traduction du coran en castillan avec l'aide du savant islamique Ice de Gebir (`Isâ Ibn Jabîr (عيسى بن جابر). Jean de Ségovie correspond avec des humanistes comme Nicolas de Cues, Jean Germain et Enea Silvio Piccolomini, le futur pape Pie II. Il laisse sa bibliothèque importante à l'université de Salamanque.
Juan de Segovia meurt le 24 mai 1458 à Aiton. Le chanoine Angley, en 1846, indique « nous ne pouvons autrement fixer la date qu'en disant qu'il ne vivait plus en 1458 ». Son corps est déposé dans une section de l'ancienne église d'Aiton. Une statue ornait la sépulture, disparue, et dont seul ne subsiste l'inscription « Joannes de Segobia Administrator Episcopatus Maurianae ».